# Náměstí Dr. Václava Holého

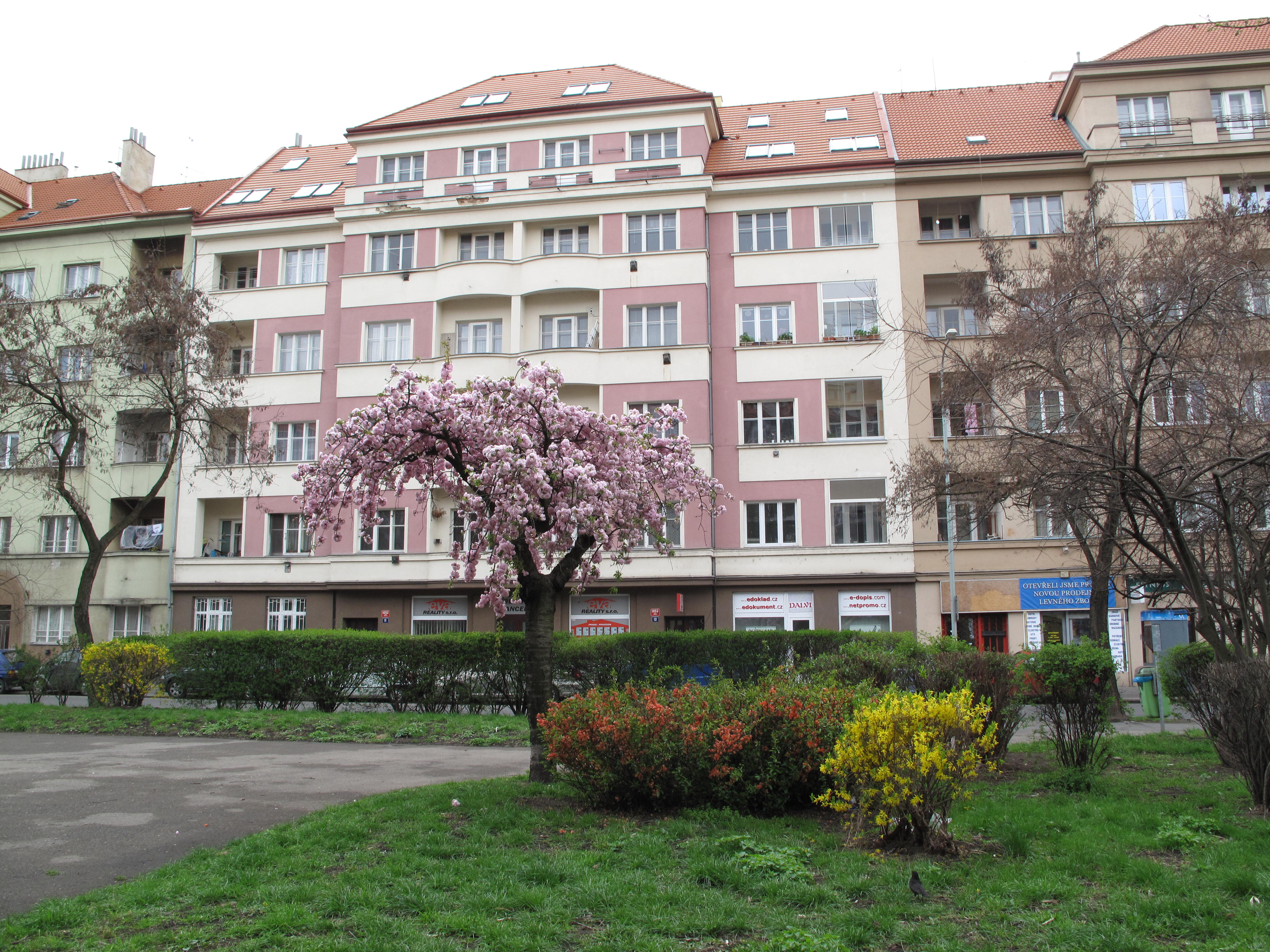

Náměstí Dr. Václava Holého (zkráceně též náměstí dr. Holého) je veřejné prostranství v Praze 8, Dolní Libni nedaleko Libeňského zámku. Sousedí s ulicemi Kotlaska, U Libeňského pivovaru, Na Rokytce a Zenklova. Severozápadní strana náměstí je ohraničena tokem řeky Rokytky, kterou překonává betonový most v Zenklově ulici. Západním směrem za mostem přes Rokytku na toto náměstí pak těsně navazuje bezprostředně sousedící Elsnicovo náměstí.

## Historie náměstí
Náměstí mělo od doby svého zastavění v roce 1906 charakter běžné ulice. Ta se jmenovala Blanická podle známé hory u Vlašimi. Po roce 1945 byla ulice přebudována do podoby náměstí, které bylo stejně jako předchozí ulice pojmenováno Blanické náměstí. O tři roky později v roce 1948 bylo náměstí přejmenováno na památku Václava Holého (1900–1941), který byl úředníkem Nejvyššího cenového úřadu, funkcionářem Dělnické akademie a v době druhé světové války odbojářem. Za protinacistickou činnost byl zatčen, odsouzen k trestu smrti a 30. září 1941 popraven.

## Významné budovy v okolí
- Palác Svět
- Libeňský zámek

## Okolní prostranství
- Elsnicovo náměstí (západně)
- náměstí Bohumila Hrabala (jižně)